# Marie Montexier
Marie Montexier est une productrice et DJ allemande de techno.

## Biographie
Marie Montexier obtient son premier concert après avoir organisé des rave parties illégales avec son compagnon de l'époque dans des forêts reculées autour de Cologne. Elle a ses premiers contacts avec la musique électronique dans un centre de loisirs de Cologne, et commence à jouer du vinyle (avec des disques et des platines) à 19 ans. Montexier étudie la sociologie à Leipzig.
Montexier fonde avec Thilda Abena et Luisa, alias Aino DJ, le collectif Précey en 2021 afin de soutenir les artistes qui, en raison d'une culture techno encore très masculine, sont peu visibles et font l'objet de discriminations. Précey réunit les deux mots « Present » et « Sarcey », qui rappellent la féministe française Michèle Riot-Sarcey.
En plus de son label Paryìa Records, sous lequel elle produit depuis 2021, Marie Montexier lance en janvier 2022 l'émission de radio Paryìa FM sur la station HÖR Berlin. Marie Montexier utilise son émission de radio et son label pour parler de thèmes importants pour elle, comme la diversité dans l'industrie musicale, et pour soutenir des artistes sous-représentés et pas encore connus.
Marie Montexier est considérée comme une DJ et productrice de renommée internationale, dont les sets sont souvent composés de sonorités étranges et expérimentales. Elle joue en tant que résidente du collectif d'organisateurs berlinois Warning et est l'une des protagonistes de la série documentaire Call Me DJ! de la chaîne ARD, qui raconte la vie de DJ féminines dans une industrie musicale dominée par les hommes,.

## Discographie partielle
- 2021 : Resonance World
- 2022 : Upperberry
- 2022 : DIM